# Koo Hye-sun
Koo Hye-sun (* 9. November 1984 in Incheon, Südkorea) ist eine südkoreanische Schauspielerin, Regisseurin und Drehbuchautorin. Sie ist vor allem für ihre Rolle der Geum Jan-di in der Fernsehserie Boys Over Flowers bekannt.

## Leben
Koo studiert seit 2011 Kunst an der Sungkyunkwan University. Zuvor war sie bereits am Seoul Institute of the Arts eingeschrieben, verließ diese jedoch aufgrund ihres engen Terminplans. Sie steht bei der Talentagentur YG Entertainment unter Vertrag.
Ab 2004 spielte Koo in einigen Dramen mit und moderierte vom 23. April 2006 bis zum 18. Februar 2007 die Musiksendung Inkigayo auf SBS zusammen mit Kim Hee-chul. Mit ihrer Rolle in dem KBS-Drama Boys over Flowers wurde die in ganz Asien sehr populär. 2012 spielt sie in dem taiwanesischen Drama Absolute Darling mit, welches auf dem gleichnamigen Manga basiert.
2008 veröffentlichte Koo mit The Madonna einen Kurzfilm, der ihr Regiedebüt markiert. 2010 veröffentlichte sie dann ihren ersten abendfüllenden Film Magic.
Ursprünglich sollte Koo zusammen mit Park Bom und Sandara Park (beide heute Mitglieder von 2NE1) in einer Girlgroup debütieren. Allerdings riet ihr der CEO von YG Entertainment, Yang Hyun-seok, lieber ihre Schauspielkarriere fortzuführen. Allerdings veröffentlicht sie immer wieder Lieder für die Soundtracks zu Dramaserien. Des Weiteren veröffentlichte sie 2009 ein eigens komponiertes New-Age-Album mit dem Titel Breath.
2009 veröffentlichte Koo den semi-autobiografischen Roman Tango über eine junge Frau, die Erfahrungen mit Liebe und Beziehungen macht. Der Roman wurde ein Bestseller und innerhalb einer Woche mehr als 30.000-mal verkauft. Im Juli 2009 begann auch Kus erste Kunstausstellung mit dem Namen Tango, die mehr als 10.000 Besucher verzeichnen konnte.
2011 gründete Koo ihr eigenes Produktionsunternehmen, Koo Hye-sun Film (구혜선 필름), mit dem sie ihre Filmprojekte verwirklichen möchte.
Am 21. Mai 2016 heiratete sie den Schauspieler Ahn Jae-hyun.

## Filmografie

### Filme
- 2007: Der Klang des Herzens (August Rush)
- 2010: Magic (요술)
- 2014: Daughter (다우더)

#### Als Regisseurin
- 2008: The Madonna (유쾌한 도우미, auch Drehbuch; Kurzfilm)
- 2010: Dangsin (당신; Kurzfilm)
- 2010: Magic (auch Drehbuch)
- 2011: The Peach Tree (복숭아나무; auch Drehbuch)
- 2012: Scattered Pieces of Memories (Kurzfilm)
- 2010: Magic (요술)

### Fernsehdramen
- 2004–2005: Drama City (KBS)
- 2005: Seodongyo (서동요; SBS)
- 2005: Nonstop 5 (MBC)
- 2006: Hearts of Nineteen (열 아홉 순정; KBS)
- 2007: Wang-gwa Na (왕과 나; SBS)
- 2008: Mighty Chil-woo (최강칠우; KBS2)
- 2009: Boys Over Flowers (꽃보다 남자; KBS2)
- 2011: The Musical (더 뮤지컬; SBS)
- 2012: Take Care of Us, Captain (부탁해요 캡틴; SBS)
- 2012: Absolute Darling (绝对达令; GTV)
- 2014: Angel Eyes (엔젤 아이즈; MBC)
- 2015: Blood (블러드; KBS2)

## Romane
- Koo Hye-sun: Tango. Ungjin Jisik House/Tsai Fong Books, 2009, ISBN 978-89-01-09342-0.

## Auszeichnungen
- 2006 KBS Drama Awards: Beste Nachwuchsschauspielerin für Hearts of Nineteen
- 2007 SBS Drama Awards: Best New Star für Wang-gwa Na
- 2009 Busan Asian Short Film Festival: Audience Award für The Madonna
- 2009 Andre Kim Best Star Awards: Best Female Star für Boys over Flowers
- 2009 KBS Drama Awards: Excellence Award for Drama Series and Actress, Popularitätspreis und Bestes Leinwandpaar mit Lee Min-ho für Boys Over Flowers
- 2010 Short Shorts Film Festival & Asia: Spotlight Award für The Madonna[6]